# Эрихто

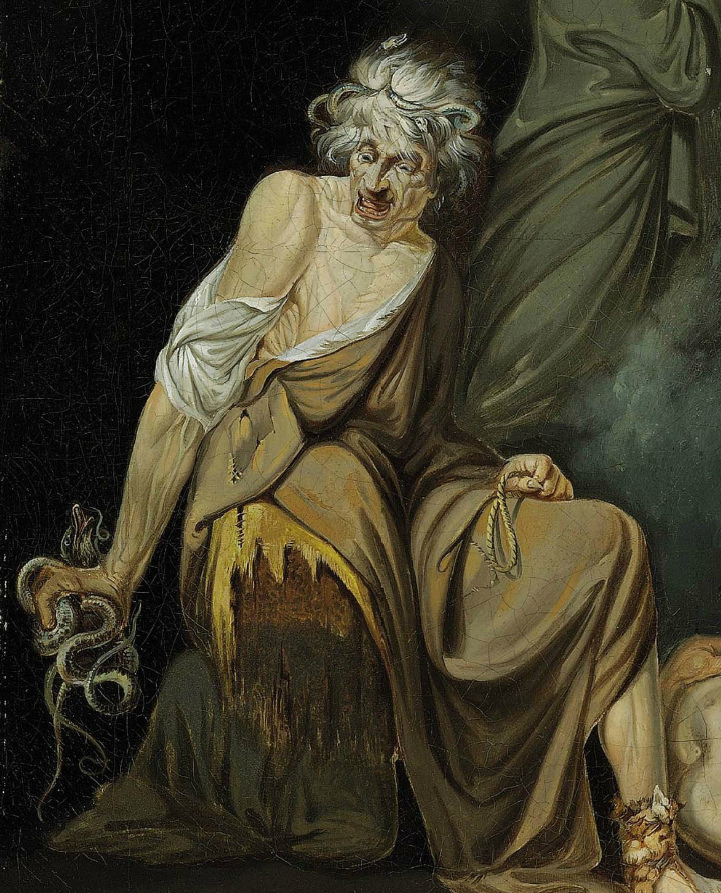
Эрихто на картине Джона Гамильтона Мортимера

Эрихто (др.-греч. Ἐριχθώ) — ведьма (волшебница, колдунья) из Фессалии. Часто выступает копией и антитезой Кумской сивилле Вергилия. Впервые упоминается у Овидия. Римский поэт Марк Анней Лукан несколько десятилетий спустя популяризовал её в своей поэме «Фарсалия». Также она упоминается в Божественной комедии Данте и в «Фаусте» Гёте, присутствует в произведении Джона Марстона «Трагедия Софонизба» (1606). В последнем она, правда, названа Erictho (sic!).

## Персонаж
Возможно, персонаж Эрихто создан Овидием, в поэме которого Героиды (Героид XV) она появляется. Вероятно, поэт вдохновлялся народными легендами о ведьмах Фессалии (во времена Античной Греции регион был знаменит ими и считался «меккой» ведовства, фольклор даже уже в римский период приписывал Фессалии изобилие ведьм, зелий, ядов и проклятий). Однако высказывалось и мнение, что Лукан сам изобрёл Эрихто, либо что они с Овидием взяли это имя из некоего утраченного источника.
В «Фаусте» Гёте персонаж Эрихто появляется в сцене Классической Вальпургиевой ночи и произносит речь, в которой упоминает исторические события и деятелей, а также «спорит» с тем, как Овидий и Лукан её изобразили.